# Pilea ivohibeensis
Pilea ivohibeensis är en nässelväxtart som beskrevs av Jacques Désiré Leandri. Pilea ivohibeensis ingår i släktet pileor, och familjen nässelväxter. Inga underarter finns listade i Catalogue of Life.